# Otto Enke
Ernst Otto Enke (* 9. März 1855 in Pegau; † 9. Juli 1913 in Leipzig) war ein deutscher Politiker (Konservativer Landesverein in Sachsen) und Baumeister.

## Leben und Wirken
Nach dem Schulbesuch nahm er eine Lehre zum Maurer auf, die er als Meister abschloss. Später wurde er Besitzer einer Ziegelei und Baumeister. Ihm wurde der Titel „Königlich Sächsischer Baurat“ verliehen. Er war u. a.; Mitgründer des Verbandes der Bauarbeitgeber für Leipzig und Umgebung und im Baugewerbeverband zu Leipzig aktiv. Ferner war er im Aufsichtsrat und Vorstand der Bauaktiengesellschaft Brühl und gehörte der Innung der Baumeister zu Leipzig an.
Durchgehend von 1899 bis 1909 war er als Mitglied des Konservativen Landesverein in Sachsen der Vertreter des 3. Wahlkreises in der Zweite Kammer des sächsischen Landtags. Daneben war er Stellvertretender Vorsitzender des Stadtverordnetenkollegiums in Leipzig.